# Long Shot (pel·lícula)
Long Shot és una pel·lícula documental curta de l'any 2017, sobre com un home anomenat Juan Catalan va ser arrestat per un assassinat que no va cometre. En una sèrie de televisió anomenada Curb Your Enthusiasm, s'hi va emetre una gravació on es veia a Juan Catalan assistint a un partit, quartada que descartaria que ell fos a l'escena del crim i, per tant, serví per provar la seva innocència en el cas de l'assassinat.
El documental va ser publicat a Netflix el 29 de setembre de 2017.

## Repartiment
- Tasha Boggs
- Juan Catalan
- Melissa Catalan
- Miguel Catalan
- Larry David
- Leslie Dunn
- Sam Fernandez
- Eric Gagne
- Robert Gajic
- Tim Gibbons
- Marcus Giles
- Todd Melnik
- Alma Oseguera
- Martin Pinner
- Juan Rodriguez
- Kym Whitley